# Janusz Galewicz
Janusz Galewicz (ur. 15 maja 1928 w Łodzi, zm. 20 stycznia 2014 w Zgierzu) – polski reżyser, scenarzysta, autor sztuk dla dzieci.

## Życiorys
Ukończył pedagogikę na Uniwersytecie Łódzkim. Studiował też socjologię.
W latach 50 XX wieku pracował w Teatrze Lalek „Pinokio” w Łodzi. Pełnił tamże funkcję kierownika literackiego, reżysera, pisał sztuki dla dzieci. W latach 1968–1975 był dyrektorem i kierownikiem artystycznym łódzkiego Se-ma-fora.
Zadebiutował w 1975 roku Dzieckiem z gwiazdy – adaptacją Oskara Wilde. Zrealizował kilkanaście filmów lalkowych, jednak bardziej dał się poznać jako scenarzysta, niż reżyser. Współtwórca filmów dla dzieci, m.in. Miś Uszatek, Trzy misie, W krainie czarnoksiężnika Oza, Złoty dzban, Mamo, czy kury potrafią mówić? (film pełnometrażowy). Zdarzało się, że podpisywał swoje scenariusze pseudonimem Łukasz Czerwiec.
Współpracował m.in. ze swoją żoną – Marią Kossakowską (1927–2008).
Został pochowany na części ewangelickiej Starego Cmentarza w Łodzi.

## Filmografia
| rok       | tytuł | funkcja                            |
| --------- | --- | ---------------------------------- |
| 1997      | „Mamo, czy kury potrafią mówić?” | scenariusz                         |
| 1989      | „Dziesięć siostrzyczek” | reżyseria i scenariusz             |
| 1989      | „Złoty dzban” | reżyseria i scenariusz             |
| 1987      | „Kraina siedmiu słońc” – odcinek 10, w serialu TV „W krainie czarnoksiężnika Oza”                                                                            | reżyseria                          |
| 1987      | „Letni domek”, „Krem bez gotowania”, „Suchy prowiant”, „Strach ma wielkie oczy” w serialu TV „Przygody misia Uszatka”                                        | scenariusz                         |
| 1987      | „Znalazłem” w serialu TV „Przygody misia Uszatka” | reżyseria i scenariusz             |
| 1986      | „Awantura z kukułką” – odcinek 22, „Gościnna jaszczurka” – odcinek 24, w serialu TV „Trzy misie”                                                             | scenariusz                         |
| 1986      | „Podróż uszatka”, „Przysługa”, „Królowa Kleopatra”, „Wycisk”, „Tajemnica”, „Stary zegar”, „Wielka wygrana”, „Skrzynia” w serialu TV „Przygody misia Uszatka” | scenariusz                         |
| 1986      | „Uciążliwy sąsiad” – odcinek 23, w serialu TV „Trzy misie”                                                                                                   | reżyseria i scenariusz             |
| 1985      | „Nieproszony gość” – odcinek 20, w serialu TV „Trzy misie”                                                                                                   | scenariusz                         |
| 1985      | „Skrót”, „Niezwykły list” w serialu TV „Przygody misia Uszatka”                                                                                              | scenariusz                         |
| 1985      | „Tandem”, „Laluś” w serialu TV „Przygody misia Uszatka” | reżyseria i scenariusz             |
| 1984      | „Wielki Oz” – odcinek 3, w serialu TV „W krainie czarnoksiężnika Oza”                                                                                        | reżyseria                          |
| 1984      | „Zielono w głowie”, „Piasek Sahary”, „Okrycie na zimę”, „Zatrzask”, „Wyspa”, „Czajka” w serialu TV „Przygody misia Uszatka”                                  | scenariusz                         |
| 1983–1989 | serial TV „W krainie czarnoksiężnika Oza” | scenariusz                         |
| 1983      | „Pechowe pranie” – odcinek 8, w serialu TV „Trzy misie” | dialogi, reżyseria, tekst piosenki |
| 1983      | „Sport to zdrowie” w serialu TV „Przygody misia Uszatka” | scenariusz                         |
| 1982      | „Kolorowe drażetki” w serialu TV „Przygody misia Uszatka” | scenariusz                         |
| 1982      | „Srebrna łyżka” – odcinek 3, w serialu TV „Trzy misie” | reżyseria                          |
| 1981      | „Oj, słoniu” | reżyseria i scenariusz             |
| 1981      | „Powrót Smętka” | reżyseria i scenariusz             |
| 1980      | „Nowe przygody misia Uszatka” | scenariusz                         |
| 1980      | „To tylko gałąź”, „Chwalipięty”, „kiszone ogórki” w serialu TV „Przygody misia Uszatka”                                                                      | scenariusz                         |
| 1979      | „Kwiaty małej Idy” | reżyseria i scenariusz             |
| 1979      | „Pilna wiadomość”, „Wyżej-niżej”, „Robota na drutach”, „Później”, „Pechowe lody” w serialu TV „Przygody misia Uszatka”                                       | scenariusz                         |
| 1978      | „Klucz”, „Słowa – słówka”, „Łakomczuch”, „Nowy kolega”, „Spóźnione śniadanie” w serialu TV „Przygody misia Uszatka”                                          | scenariusz                         |
| 1977      | „Eee”, „Co tam”, „Huśtawka”, „Przymiarka”, „Różowe landrynki” w serialu TV „Przygody misia Uszatka”                                                          | reżyseria i scenariusz             |
| 1977      | „Kłótnia” | reżyseria i scenariusz             |
| 1977      | „Nie grymaś” | reżyseria i scenariusz             |
| 1977      | „Nie mam czasu” | reżyseria i scenariusz             |
| 1977      | „Obwieszczenie” | reżyseria i scenariusz             |
| 1977      | „Płotek ze stokrotek”, „Niezwykłe buciki”, „Dziwne okulary”, „Na grzyby” w serialu TV „Przygody misia Uszatka”                                               | scenariusz                         |
| 1977      | „Prędzej” | reżyseria i scenariusz             |
| 1977      | „Pędzą, pędzą” | reżyseria i scenariusz             |
| 1976      | „Dziecko gwiazdy” | reżyseria i scenariusz             |
| 1976      | „Kąpiel”, „Kołysanka”, „Przepraszam”, „Deszczyk”, „Jeden taki”, „Drugi taki”, „Złoty dzwoneczek” w serialu TV „Przygody misia Uszatka”                       | scenariusz                         |
| 1976      | „Włókniarska przyjaźń” | reżyseria i scenariusz             |
| 1975      | „Beksa” | scenariusz                         |
| 1975      | „Choinka”, „Chytra wrona”, „Podwieczorek”, „Bałwanek” w serialu TV „Przygody misia Uszatka”                                                                  | scenariusz                         |
| 1975      | „Goździk” | scenariusz                         |